# Robin Ellis
Anthony Robin Ellis (Ipswich, 8 gennaio 1942) è un attore britannico, attivo principalmente in campo televisivo.
Sul piccolo schermo, ha lavorato in una sessantina di differenti produzioni, a partire dalla fine degli anni sessanta Tra i suoi ruoli principali, figurano quello di Ross Poldark nella serie televisiva Poldark (1975-1977) e quello di Henry Capstick nella serie televisiva Capstick's Law (1989).

Ellis è anche autore di libri di cucina mediterranea e vegetariana.		
È fratello del regista Peter Ellis (1948-2006) e dell'attore Jack Ellis.

## Biografia

### Vita privata
E il fratello del defunto regista britannico Peter Ellis, Vive con la moglie Meredith D Wheeler tra Londra e il nord della Francia.

## Filmografia parziale

### Cinema
- Arthur! Arthur! (1969)
- Knots (1975)
- Gli europei (1979)
- Tres mujeres de hoy (1980)

### Televisione
- ITV Playhouse - serie TV, 1 episodio (1968)
- Virgin of the Secret Service - serie TV, 1 episodio (1968)
- The Inside Man - serie TV, 8 episodi (1969)
- The Main Chance - serie TV, 1 episodio (1970)
- Sense and Sensibility - serie TV (1971)
- Shadows of Fear - serie TV, 1 episodio (1971)
- Elizabeth R - miniserie TV (1971)
- Bel Ami - serie TV (1971)
- The Guardians - serie TV, 1 episodio (1971)
- The Moonstone - serie TV, 5 episodi (1972)
- Callan - serie TV, 1 episodio (1972)
- New Scotland Yard - serie TV, 1 episodio (1972)
- The Frighteners - serie TV, 1 episodio (1972)
- The Rivals of Sherlock Holmes - serie TV, 1 episodio (1973)
- Owen, M.D. - serie TV, 1 episodio (1973)
- Churchill's People - serie TV, 1 episodio (1975)
- Fawlty Towers - serie TV, 1 episodio (1975)
- Poldark - serie TV, 29 episodi (1975-1977)
- Seven Faces of Woman - serie TV, 1 episodio (1977)
- She Loves Me - film TV (1978)
- The Curse of King Tut's Tomb - film TV (1980)
- The Waterfall - serie TV (1980)
- The Good Soldier - film TV (1981)
- Possibilities - film TV (1983)
- Love and Marriage - serie TV, 1 episodio (1986)
- Capstick's Law - serie TV (1989)
- Cluedo - serie TV, 6 episodi (1990)
- The Case-Book of Sherlock Holmes - serie TV, 1 episodio (1991)
- Between the Lines - serie TV, 2 episodi (1993)
- A Dark Adapted Eye - film TV (1994)
- The Negotiator - film TV (1994)
- The Trial of Lord Lucan - film TV (1994)
- Medics - serie TV, 1 episodio (1995)
- Dangerfield - serie TV, 1 episodio (1996)
- The Broker's Man'' - serie TV, 2 episodi (1997)
- Heartbeat - serie TV, 2 episodi (2001-2006) - ruoli vari
- Wallander - serie TV, 1 episodio (2006)
- Fawlty Towers - serie TV, episodio 1x01 (2007)
- Poldark - serie TV, 2 episodi (2015)

## Premi e nomination
- 1980: TP d'oro come personaggio preferito per il ruolo di Ross Poldark in Poldark[3]

## Doppiatori italiani
- Luciano De Ambrosis in Poldark[5]